# Altar dels dotze déus
L'altar dels dotze déus era un altar i potser un santuari que es trobava a l'àgora d'Atenes i estava dedicat als dotze déus Olímpics adorats a l'antiga Grècia: Zeus, Hera, Posidó, Demèter, Hèstia, Apol·lo, Àrtemis, Hefest, Atena, Ares, Afrodita i Hermes. Situat al nord de l'àgora d'Atenes, prop del temple d'Ares, era també el punt zero des del qual es calculaven les distàncies dins de la ciutat.

## Història
La informació exacta de l'altar és escassa, ja que manquen les fonts antigues. No obstant, les excavacions del 1891 i 1934 (l'excavació estatunidenca de l'àgora) indiquen el sud de la via fèrria Atenes-El Pireu (ISAP), on es produí la troballa de la cantonada sud-oest de l'altar sota els estrats romans i romans d'Orient.
L'altar original es va construir entre els anys 522 i 521 aC per ordre de Pisístrat (fill d'Hípies i net del tirà Pisístrat). Tucídides parla d'aquest personatge, i diu que era de la família dels Pisistràtides i que com a arcont de la ciutat havia dedicat un altar als dotze déus. La inscripció que ho commemorava va ser esborrada pels atenencs en una data posterior. L'altar va ser reconstruït cap a l'any 425 aC després dels estralls que es van produir durant la invasió persa dels anys 480-479 aC.
Aquest altar va ser un dels pocs monuments que es van permetre dins de l'Àgora, i servia per indicar el centre de la ciutat. Heròdot diu que la distància des d'Heliòpolis, a l'antic Egipte fins al mar es similar a la distància des de l'Altar dels dotze déus fins al temple de Zeus Olímpic a Pisa (Èlida).
Era famós en temps antics com a lloc d'asil i refugi dels suplicants. L'any 519 aC, els ambaixadors de la ciutat de Platea van demanar ajut a Atenes contra Tebes des d'aquest altar. I l'any 431 aC, com a resultat d'unes acusacions de malversació de diners públics que implicaven a Pèricles i a Fídies, alguns ajudants de Fídies es van asseure davant de l'altar com a suplicants. Poc temps abans de la seva execució a Atenes, (circa 355 aC) el general atenenc Cal·lístrat d'Afidnes es va refugiar a l'altar.
Sobre l'altar hi ha una dedicatòria que pot datar-se entre el 490 i 470 aC.